# Consortium international des journalistes d'investigation
Le Consortium international des journalistes d'investigation (ICIJ) (International Consortium of Investigative Journalists, en anglais) est une organisation à but non lucratif qui réunit de nombreux journalistes et médias d'investigation à travers le monde. Elle est basée à Washington D.C.

## Histoire
Fondée en 1997 par Center for Public Integrity (CPI), l'ICIJ est devenue une organisation indépendante en février 2017.
Cette émanation permet de ne plus centrer les enquêtes uniquement sur les États-Unis.
En novembre 2017, le consortium comptait plus de 200 membres journalistes dans 70 pays,. Cette année-là, les Paradise Papers, une enquête internationale impliquant 95 médias partenaires et 381 journalistes, conduite durant un an sur 13,4 millions documents fuités, révèle les activités offshores de nombreuses personnalités et ainsi que des multinationales.
En 2018, une autre enquête de l'ICIJ, les Implant Files, médiatisée le 25 novembre 2018, associant 250 journalistes issus de 59 médias internationaux, révèle un scandale sanitaire mondial : les dégâts causés par les prothèses et implants médicaux sont multiples, souvent sous-estimés, difficiles à cartographier.
Les projets les plus récents concernent les Mauritius Leaks, enquête publiée en 2019, et les Pandora Papers, publiée en octobre 2021.
Les millions de données réunies dans les dossiers « Paradise Papers » et « Panama Papers » pour épingler certains paradis fiscaux, restent cependant encore des initiatives pionnières, voire isolées, a tempéré Bruno Breton, PDG de Bloom, dans Les Échos. Selon lui, la masse de données apportées par ce consortium, loin de minimiser le rôle du journaliste, renforce sa capacité d'analyse.

## Révélations

### Offshore Leaks
Le 4 avril 2013, cette organisation révèle le résultat de quinze mois d'enquêtes, rassemblant 260 gigaoctets de données concernant les propriétaires de comptes en banque offshore. L'ICIJ s'est associé avec The Guardian, la BBC, Le Monde, The Washington Post, SonntagsZeitung (de), Le Matin, Süddeutsche Zeitung et Norddeutscher Rundfunk afin de diffuser une série d'enquêtes sur les comptes dans des paradis fiscaux ((en) offshore). L'ICIJ et ses partenaires comptent révéler les phénomènes de corruption des gouvernements à travers le monde, les stratagèmes de fraude fiscale utilisés par les riches, l'utilisation des comptes secrets dans les systèmes de Ponzi, le rôle actif des grandes banques pour faciliter le secret de leurs clients ainsi que les stratégies et les acteurs qui rendent ces activités possibles.
En 2014, le Consortium international pour le journalisme d'investigation affirme que 20 000 Chinois seraient impliqués dans des compagnies offshore basées dans les paradis fiscaux. En particulier des princes rouges, membres des familles des dirigeants du parti communiste chinois. Le Consortium a enquêté sur près de 2,5 millions de dossiers financiers pendant deux ans. Les documents proviennent de deux entreprises basées aux îles Vierges britanniques.
Selon le Consortium international des journalistes d'investigation, un chef d'un cartel international, accusé d'avoir inondé les pays européens et d'autres pays de cocaïne et d'amphétamines, a créé une entreprise à Dubaï pour employer des membres clés de son organisation. Cela comprenait trois personnes chargées de trafic de drogue, de blanchiment d'argent et de tenter de renverser l'État bosniaque.

### Luxembourg Leaks
Le 5 novembre 2014, l'organisation révèle, en collaboration avec une quarantaine de journaux, dont Le Monde, The Guardian, la Süddeutsche Zeitung, l'Asahi Shimbun et Le Soir, le contenu de centaines d'accords fiscaux préalables très avantageux conclus avec le fisc luxembourgeois par le cabinet de conseil PricewaterhouseCoopers pour le compte de nombreux clients internationaux au nombre desquels sont cités Apple, Amazon, Heinz, Pepsi, Ikea et Deutsche Bank. Des copies de ces documents sont publiées sur un site web librement accessible au public.

### SwissLeaks
En février 2015, l'organisation révèle, en collaboration avec 154 journalistes de 47 pays et d'une soixantaine de médias internationaux, un système international de fraude fiscale et de blanchiment d'argent qui aurait été mis en place par la banque britannique HSBC à partir de la Suisse. Selon les journalistes, entre novembre 2006 et mars 2007, plus de 180 milliards d’euros ont transité, à Genève, sur les comptes de 100 000 clients et de 20 000 sociétés offshore, concernant 188 pays différents. Des chefs d’État, des personnalités médiatiques du monde des affaires, de la politique, du sport, ainsi que des artistes, mais également des financiers du terrorisme, des trafiquants de drogue et des trafiquants d'armes figurent sur la liste des clients,.

### Panama Papers
En mars 2016, 109 rédactions membres de l'ICIJ dans 79 pays révèlent simultanément ce que l'ICIJ qualifie de « plus gros scandale d'évasion fiscale ». Plusieurs millions de documents du cabinet panaméen Mossack Fonseca constituent une source d'information sur les activités des clients de ce cabinet, impliquant des personnalités de premier plan dans une quarantaine de pays.

### Paradise Papers
Le 5 novembre 2017, à l’issue d’un an d’enquête collaborative menée par 381 journalistes de 67 pays, 95 médias partenaires coordonnés par le Consortium ont publié les premières révélations des « Paradise Papers », une fuite massive de documents issus notamment du cabinet d’avocats Appleby, spécialisé dans les activités offshore, mais aussi de documents issus des registres confidentiels des sociétés de dix-neuf paradis fiscaux.
Des chefs d’État, des personnalités médiatiques du monde des affaires, de la politique, du sport, ainsi que des artistes figurent sur la liste des clients d'Appleby,,,.

### Implant Files
Le 25 novembre 2018, une enquête coordonnée par le Consortium international des journalistes d’investigation, associant 250 journalistes issus de 59 médias internationaux, révèle un scandale sanitaire mondial : les dégâts causés par les prothèses et implants médicaux sont nombreux, souvent sous-estimés, difficiles à cartographier. La réglementation en la matière est insuffisante,. L'opacité des autorités de santé en France, et de l'Agence nationale de sécurité du médicament et des produits de santé est spécifiquement visée.

### China Cables
Dix-sept médias de différents pays révèlent le 24 novembre 2019 l'enquête du Consortium international des journalistes d’investigation sur la politique de répression et de détention menée par l'État chinois au Xinjiang envers la population ouighoure.

### FinCEN Files
Le 21 septembre 2020, l'ICIJ révèle FinCEN Files, à propos de l'implication d'environ 2 milliards de dollars de transactions par certaines des plus grandes banques du monde. Les FinCEN files révèlent également que Gunes General Trading, basé à Dubaï, avait acheminé l'argent de l'État iranien via le système bancaire central des Émirats arabes unis et traité 142 millions de dollars en 2011 et 2012.

### Pandora Papers
Le 3 octobre 2021, le consortium révèle un nouveau scandale : les Pandora Papers, qui concernent les paradis fiscaux. Les Pandora Papers représentent l’enquête la plus importante menée par l'ICIJ et ses partenaires : elle a mobilisé 600 journalistes de 150 médias répartis dans 117 pays, ont étudié 11,9 millions de documents issus de 14 cabinets spécialisés dans la création de sociétés offshore.

### The Ericsson List
En février 2022, l'ICIJ et ses partenaires dont Radio France révèle une nouvelle enquête : The Ericsson List. Elle révèle que le géant de la télécommunication Ericsson a financé l'État islamique afin de continuer de travailler en Irak. En 2019, le groupe était déjà condamné à des pénalités au ministère américain de la Justice, s'élevant à un milliard de dollars.

### Uber Files
L'enquête journalistique sur l'entreprise Uber est publiée par l'ICIJ en juillet 2022, elle a été réalisée à partir de 124000 documents confidentiels mettant en évidence sa stratégie d'influence auprès et à l'aide de personnalités politiques de premier plan
pour tenter de faire changer la législation à son avantage.

### Projet Cyprus Confidential
La cellule investigation de Radio France, révèle à l'issue du  Projet Cyprus Confidential mené par le  Consortium international des journalistes d'investigation que Chypre accueille de nombreux avoirs russes, dont certains proviennent d’oligarques, sous sanctions internationales, y compris après le début de la guerre en Ukraine en 2022.

### Affaire«Marco Polo»
Mediapart, Der Spiegel, De Standaard et Le Soir en Belgique, le NRC Handelsblad aux Pays-Bas, et Shomrim en Israël, publient en septembre 2024 une enquête coordonnée par le consortium, montrant le projet de l'Iran de commettre des assassinats dans la communauté juive en France et en Europe,.

## Journalistes français
Certains journalistes français sont membres de l'ICIJ : Fabrice Arfi, Karl Laske journalistes d'investigation de Mediapart, Édouard Perrin journaliste d'investigation aux productions Premières Lignes, Aurore Gorius journaliste d'investigation pour le site Les Jours et Cécile Prieur, directrice de la rédaction de L'Obs.
Ces nouveaux matériaux disponibles, pour les journalistes français, arrivent dans un contexte de nouveaux secteurs et de crédibilité supplémentaire au journalisme d'enquête, car la donnée devient « le terreau et le fondement de l’enquête » pour aller plus loin dans la connaissance selon Sylvain Lapoix, partisan d'une convergence entre journalisme d'enquête et de données.

### Audio
- Entretien avec Maxime Vaudano, les Décodeurs du « Monde »., « Paradis fiscaux : tout comprendre aux « Pandora Papers », chronique audio », sur LeMonde.fr, 5 octobre 2021 (consulté le 5 octobre 2021)